# José Behra
Pour les articles homonymes, voir Behra.
José Behra, né le 11 septembre 1924 à Nice et décédé le 16 novembre 1997 à Mougins, est un pilote de rallye et de circuit français.

## Biographie
Il débute en course par des compétitions motocyclistes.
Frère cadet de Jean Behra, il a été concessionnaire Ford à Puteaux, et a également importé des voitures américaines pour la région parisienne en association avec Guy Ligier.

## Victoires

### Rallyes
- Rallye International des Alpes: 1960 en catégorie Tourisme (copilote René Richard, sur Jaguar MK2 3.8) ;
- Tour de France automobile: 1963 en catégorie GT (avec Jean Guichet, sur Ferrari 250 GTO) (également 4e en catégorie Tourisme en 1960 avec Georges Monneret, sur Jaguar MK2 3.8, 5e au général en 1956 avec son frère Jean, sur Porsche 356 Carrera, et 6e en catégorie GT en 1958 avec Stuart Lewis-Evans, sur Porsche 356 A).

(remarque: il participe aux 24 Heures du Mans en 1957 avec Léon Coulibeuf sur Maserati 200SI, en 1958 avec le Mexicain Pedro Rodriguez sur Ferrari 500 TR, et en 1962 avec l'américain George Arents sur OSCA 1600 GT Zagato; en 1959 il devient pilote suppléant pour l'écurie Porsche KG au Grand-Prix de Monaco)